# Termes de Caracal·la (Dougga)

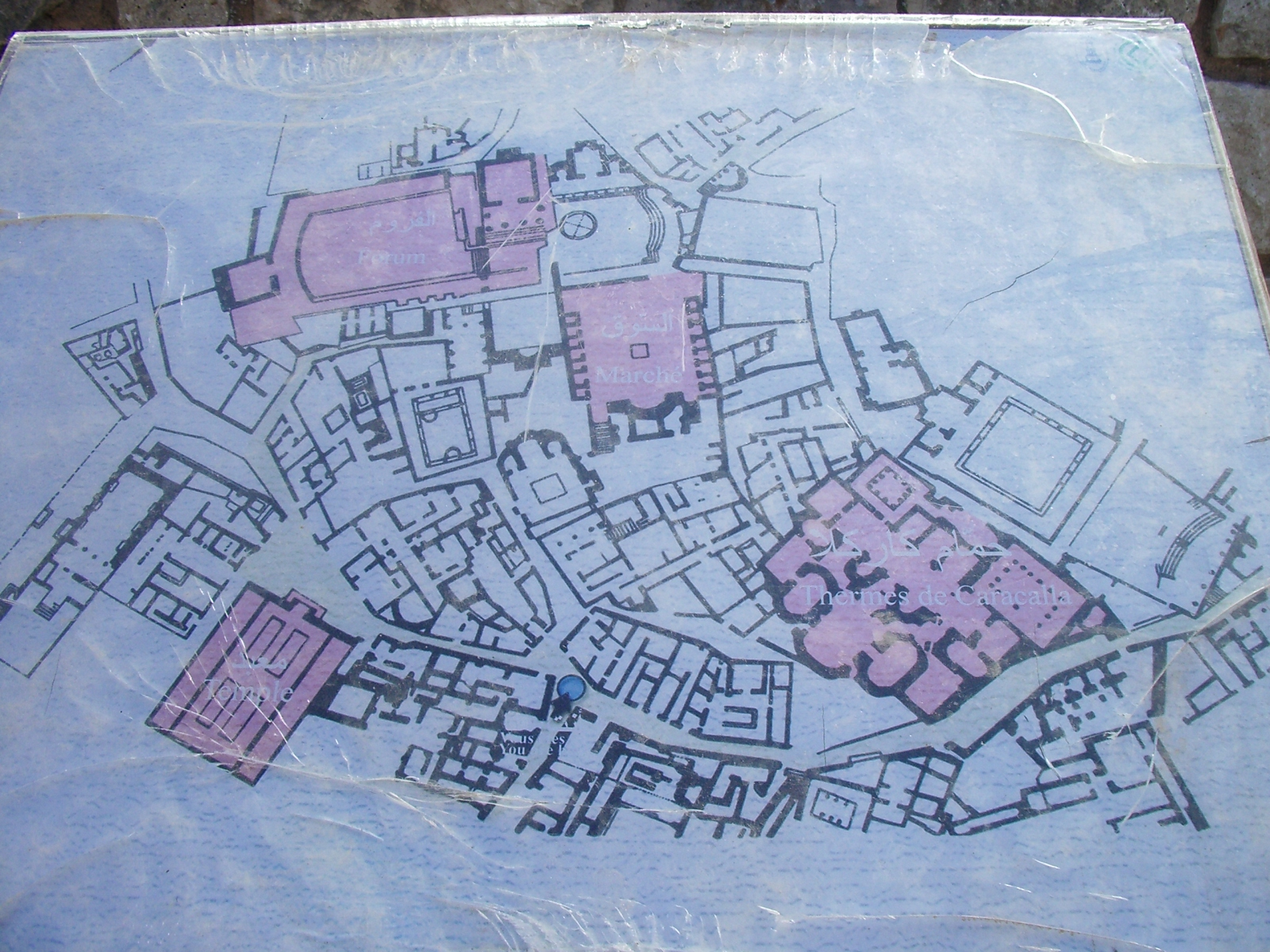
Plànol de les ruïnes de Dougga, amb les termes a la part dreta

Les termes de Caracal·la són un establiment termal romà situat al recinte arqueològic de Dougga (l'antiga Thugga), a Tunísia, al sud-oest del fòrum. Es va construir en el regnat de Caracal·la (212-217) i per la seva grandària és considerat un dels més importants establiments termals romans del Magrib.
Té l'accés per una porta que dona a l'atri i d'allí una gran escala de 24 graons porta a una sala d'entrada, des d'on es passava a les diferents sales de les termes: els vestíbuls, l'apodyterium (vestidor), el frigidari (banys freds), l'elaeothesium (sala de massatges i d'oli), la palestra (sala de cultura física), el sudatorium (espècie de sauna), el laconicum (sala seca), els caldaris (sala de banys calents, de les quals n'hi havia tres) i el tepidari (sala de banys temperats). Sota de les sales calentes hi havia un soterrani de servei. En algun moment no determinat l'edifici es va convertir en un molí d'oli.